# Aeroporto Internacional do Rio de Janeiro-Galeão
O Aeroporto Internacional Antônio Carlos Jobim, anteriormente chamado Aeroporto Internacional do Rio de Janeiro e também conhecido como Aeroporto do Galeão (IATA: GIG, ICAO: SBGL), é um aeroporto internacional no município do Rio de Janeiro, no estado homônimo. É o segundo maior aeroporto do Brasil em movimento internacional. Considerando também o movimento de passageiros domésticos, é o sétimo maior aeroporto do país em movimento. Atualmente, 26 companhias aéreas operam no Aeroporto Internacional Tom Jobim com rotas ligando-o à cidades dos continentes da Europa, Oriente Médio e América do Norte, Central e do Sul, além das rotas domésticas.
O Aeroporto Tom Jobim está localizado na zona norte da cidade do Rio de Janeiro, mais precisamente na Ilha do Governador, distante 20 km do Centro da cidade. Possui o maior sítio aeroportuário em área total dentre todos os aeroportos do Brasil, e é também o que tem a maior pista de pouso e decolagem comercial do país, sendo a mais importante porta de entrada aérea para todo o estado do Rio de Janeiro. Desde agosto de 2014 a administração do aeroporto está sob concessão privada da Concessionária RIOgaleão (Concessionária Aeroporto do Rio de Janeiro S/A), que é constituída pela Infraero, com 49% de participação, e pela Changi Airport, sendo esta última reconhecida pela administração do Aeroporto Internacional de Singapura, tido como o melhor do mundo em ranking da consultoria SkyTrax.
Uma das operações mais memoráveis que ocorreu no aeroporto foi a do mítico avião supersônico Concorde. O supersônico pousou pela primeira vez no então Aeroporto do Galeão, em 1971, durante um voo experimental. A partir dali, a primeira rota comercial com o Concorde no Brasil foi inaugurada pela Air France, em 21 de janeiro de 1976, na rota Rio-Paris. O avião levava cerca de seis horas no trajeto, com uma escala em Dacar, no Senegal. Por causa de seu baixo nível de ocupação, somado ao alto custo operacional, a rota foi encerrada em 1982. Outra visita de destaque ao Aeroporto Internacional Tom Jobim foi a do Airbus A380, o maior avião comercial do mundo, que pousou no aeroporto no dia 22 de março de 2012. Era a segunda vez que este modelo vinha ao Brasil. O aeroporto recebeu o A380 comercialmente pela primeira vez no dia 22 de agosto de 2016, em um voo da Air France.[carece de fontes?]
O aeroporto foi batizado em memória ao compositor, maestro, pianista, cantor, arranjador e violonista brasileiro Antônio Carlos Jobim, mais conhecido pelo seu nome artístico, Tom Jobim. A campanha para dar este nome ao aeroporto foi encabeçada por Ricardo Cravo Albin, com apoio de nomes como Barbosa Lima Sobrinho, Oscar Niemeyer, Bibi Ferreira, Chico Buarque e João Ubaldo Ribeiro, entre outros.
Para amantes de aviação e fotografia, no bairro da Tubiacanga, Ilha do Governador existe um ponto estratégico de fotografia de aviões chamado Morrinho do GIG Airport. Esse pequeno relevo ao ar livre proporciona uma vista à pista mais atual do Aeroporto do Galeão. (10/28)

## História

### Origens

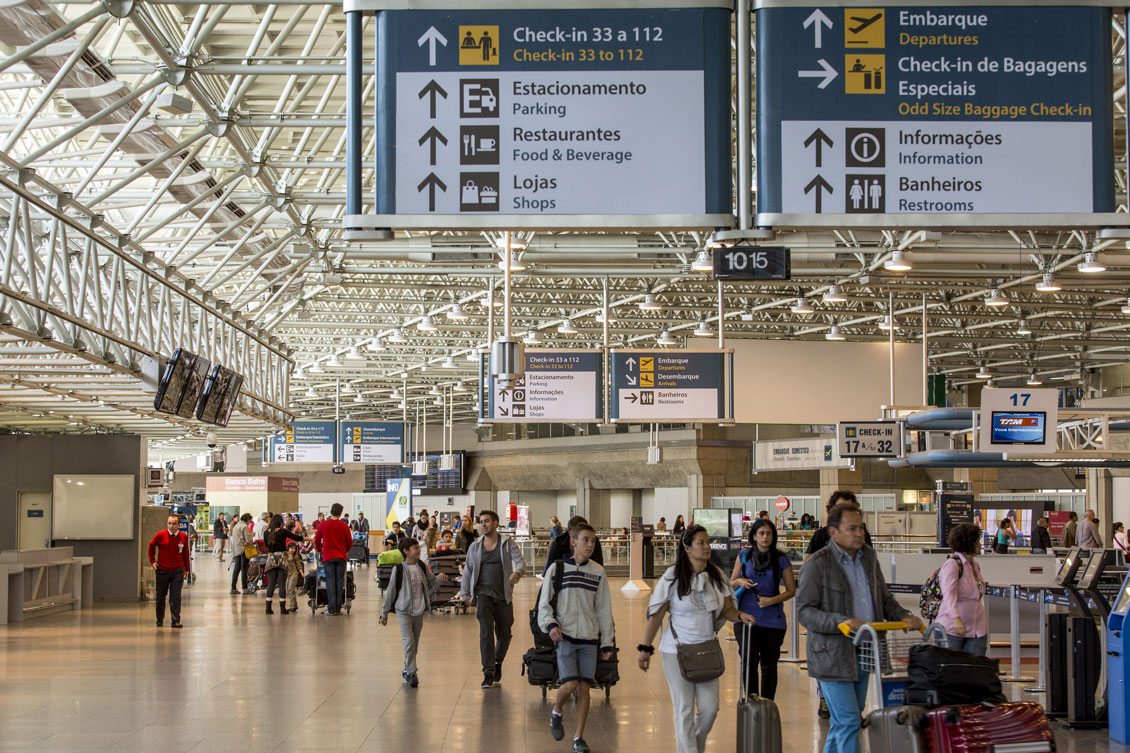
Movimento de passageiros no Saguão do terminal 2.

O atual Aeroporto Internacional Tom Jobim tem suas origens na década de 1920 com advento das operações militares. Em 10 de maio de 1923, o Governo Federal desapropriou terrenos na Ilha do Governador para a construção do Centro de Aviação Naval do Rio de Janeiro. Já no ano seguinte a Escola de Aviação Naval, que funcionava desde 1916 no antigo Arsenal de Marinha, no Rio de Janeiro, foi transferida para a ponta do Galeão. O local sediou a Base de Aviação naval até 1941, quando recebeu a denominação de Base Aérea do Galeão, que funciona até hoje no local. Ali ainda surgiram hangares, oficinas, quartéis, alojamentos, além da primeira Fábrica Nacional de Aviões, que produziu em série o primeiro modelo brasileiro, os Muniz 5, 7 e 9. Ainda no Galeão, outras indústrias aeronáuticas produziam, sob contrato com entidades estrangeiras como a Fokker holandesa e a Focke-Wulf alemã, aviões para aviação civil e militar. Também do Galeão saíram os primeiros Correios Aéreos Navais, em 1935.
Os antigos Hidroaviões de companhias como a Pan American e a Condor estavam sendo substituídos nas rotas internacionais por aviões maiores, dotados de rodas, que precisavam de pistas em terra para pouso e decolagem. Com isso, em 1945, o Aeroporto do Galeão recebeu oficialmente a categoria de aeroporto internacional, com o objetivo de atender os novos aviões. Os antigos Sikorsky ou Junkers J-52, entre outros, cederam lugar aos Douglas DC-3 e DC –4 e L-1049 Constelations da Lockheed.
Contudo, o aeroporto não possuía ainda sequer uma estação de passageiros, já que até então o local só tinha finalidade industrial e militar. Então, naquela época o acesso ao aeroporto era feito através de lancha pela Baía de Guanabara, desde a estação de hidroaviões, que funcionava ao lado do Aeroporto Santos Dumont, até a ponte de desembarque do Galeão, de onde os passageiros seguiam até a aeronave em ônibus.

### Inauguração e administração

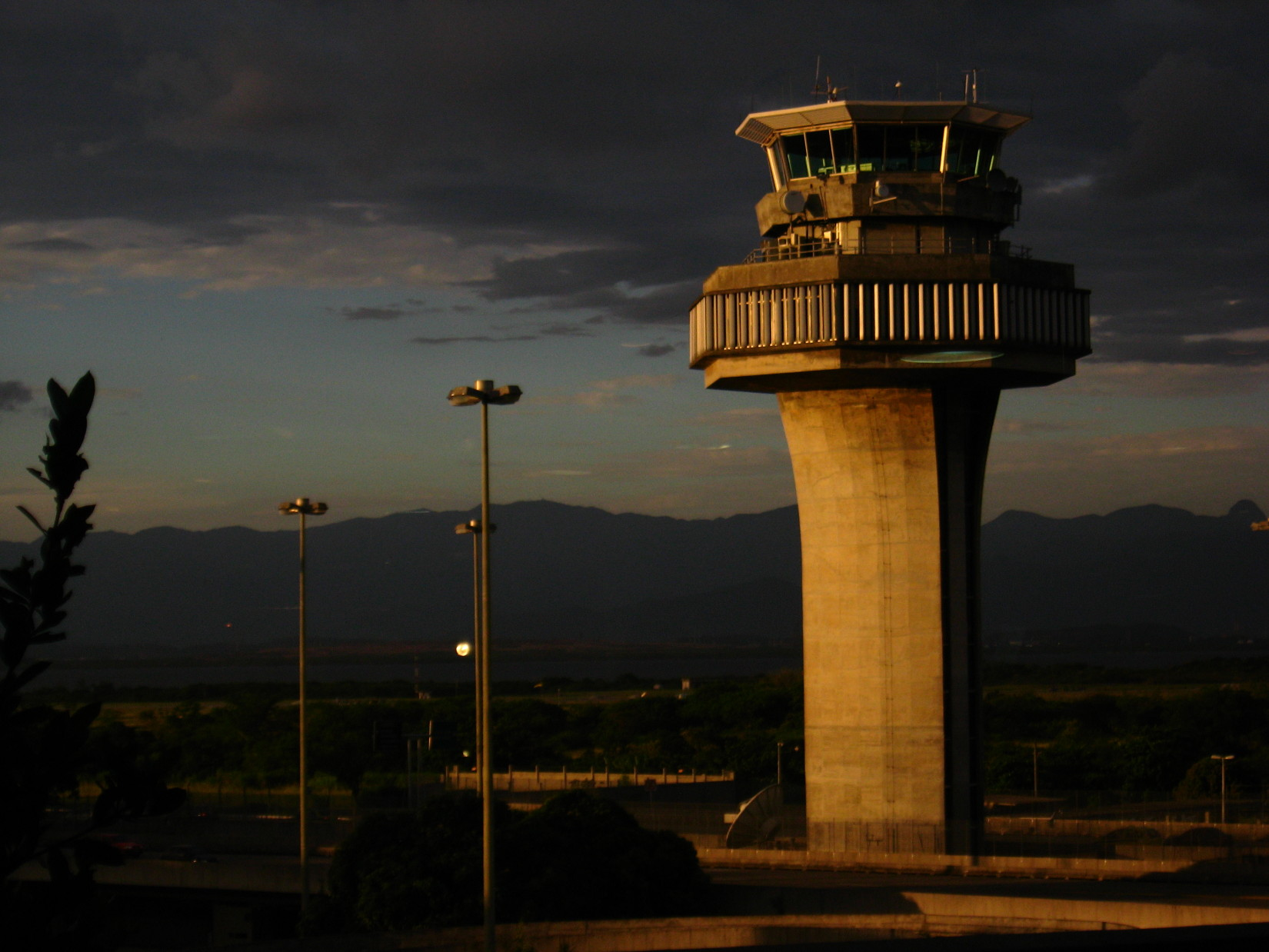
Torre de controle do Aeroporto Internacional do Rio de Janeiro.

Diante da precariedade do embarque e desembarque no aeroporto, em 1946, foi feita a escolha de um local para a instalação da estação de passageiros. Então, em 1 de fevereiro de 1952 foi oficialmente inaugurado o Aeroporto do Galeão com o início do funcionamento do terminal de passageiros, atual TPS-5, onde hoje funcionam escritórios de companhias cargueiras. Esse terminal passou por diversas ampliações ao longo dos anos até ser substituído pelo atual Terminal 1, que agregou o que de mais atual havia na época de sua inauguração, em 20 de janeiro de 1977.
Em virtude do crescimento da demanda de voos internacionais, em 1967 o Ministério da Aeronáutica criou a Comissão Coordenadora do Projeto do Aeroporto Internacional (CCPAI), com a incumbência de coordenar o projeto e a construção do aeroporto internacional principal do Brasil. Este projeto teve o objetivo de desenvolver o Aeroporto Internacional do Galeão, no Rio de Janeiro, e o Aeroporto Internacional de Guarulhos, em São Paulo.
Em 1970, foi instituída a Aeroportos do Rio de Janeiro S.A. (ARSA), uma sociedade de economia mista vinculada ao Ministério da Aeronáutica para administração do Aeroporto Internacional do Rio de Janeiro, em conformidade com o CCPAI. Já em 1972, foi criada a Empresa Brasileira de Infra-Estrutura Aeroportuária (INFRAERO), na forma de empresa pública, também vinculada ao Ministério da Aeronáutica, que veio a ser a nova administradora do aeroporto a partir de 1987 com a incorporação da ARSA.
Em 1991, se preparando para a Conferência das Nações Unidas sobre o Meio Ambiente e o Desenvolvimento, a Eco-92, na cidade do Rio de Janeiro, o Terminal 1 passou por reformas e teve sua capacidade ampliada para sete milhões de passageiros ao ano. Já no ano seguinte, em 1992, foi iniciada a construção do Terminal 2. Esse novo terminal foi inaugurado em 20 de julho 1999 como um dos mais modernos da América Latina, com capacidade de atender a oito milhões de passageiros ao ano, mais que duplicando a capacidade do Aeroporto Internacional do Rio de Janeiro.

### Crescimento das operações

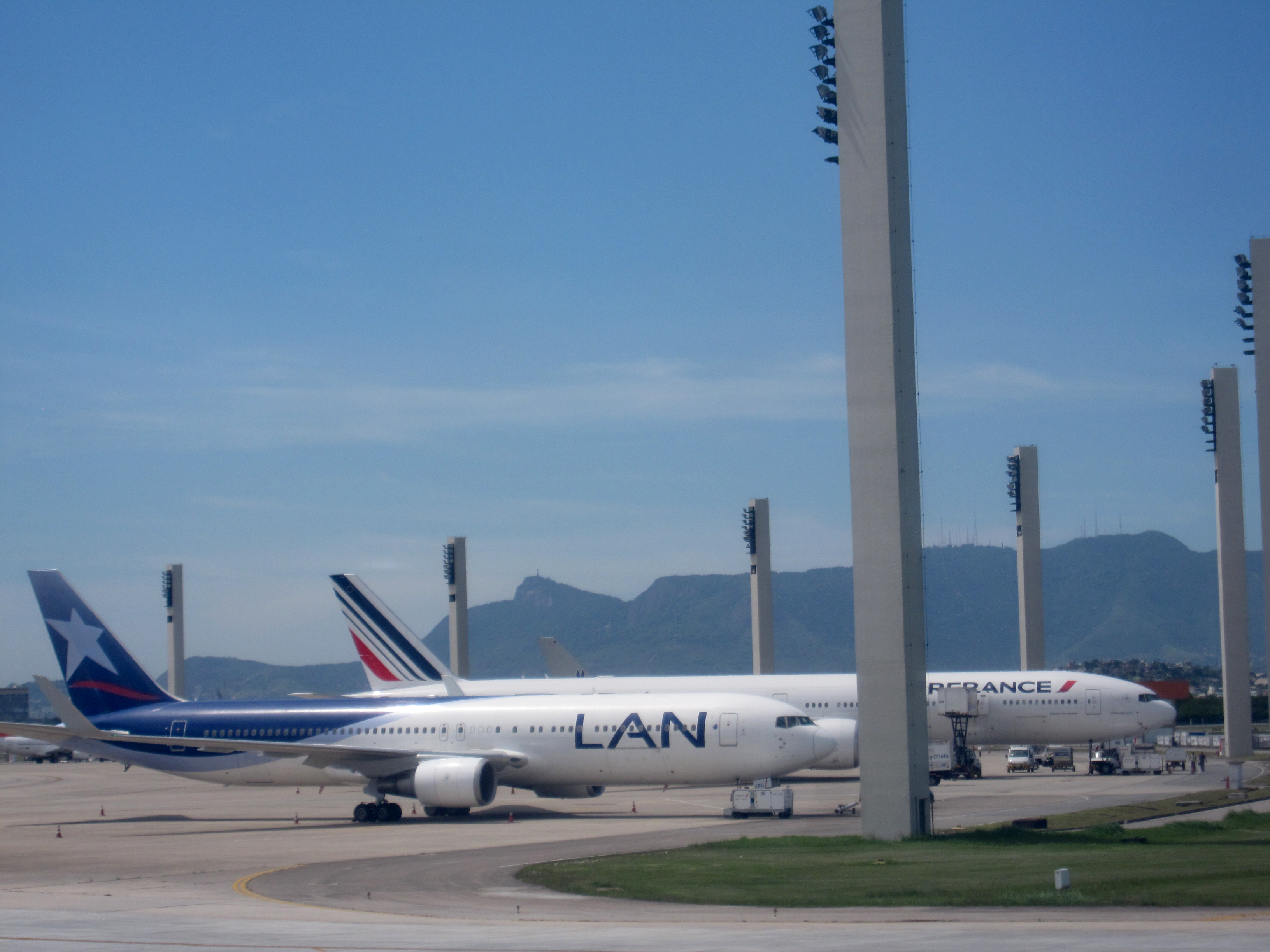
Aviões da LAN e da Air France no pátio do Galeão, com o Corcovado ao fundo.

Em meados da década de 2000, o Aeroporto do Galeão operava com uma demanda deficitária de 10 milhões de passageiros por ano, enquanto o Aeroporto Santos Dumont, no centro da cidade do Rio de Janeiro, operava com excesso de passageiros, com 3 milhões de usuários além da sua capacidade. Com isso, em 29 de agosto de 2004, foram transferidos todos os voos, com exceção da Ponte aérea Rio-São Paulo e voos regionais, do Aeroporto Santos-Dumont para o Galeão, com o objetivo de proporcionar maior conforto aos passageiros. O Santos-Dumont, com capacidade para 2 milhões de passageiros por ano, atendia a aproximadamente 5,3 milhões, sendo que o Galeão, possuindo uma capacidade de até 15 milhões, atendia a uma demanda de apenas 5 milhões de passageiros por ano.
Desde o fim de 2004 o Aeroporto do Rio de Janeiro vem recuperando gradualmente sua importância no cenário nacional com a volta dos voos domésticos e de alguns voos internacionais como o Rio-Atlanta (Delta), Rio-Porto (TAP), Rio-Santiago (LAN) e o incremento nas operações com o início de voos para o Panamá (Copa). Além disso, atraiu uma nova companhia aérea, a Webjet, que vem crescendo pouco a pouco no mercado doméstico, mantendo como principal base o Galeão.[carece de fontes?]

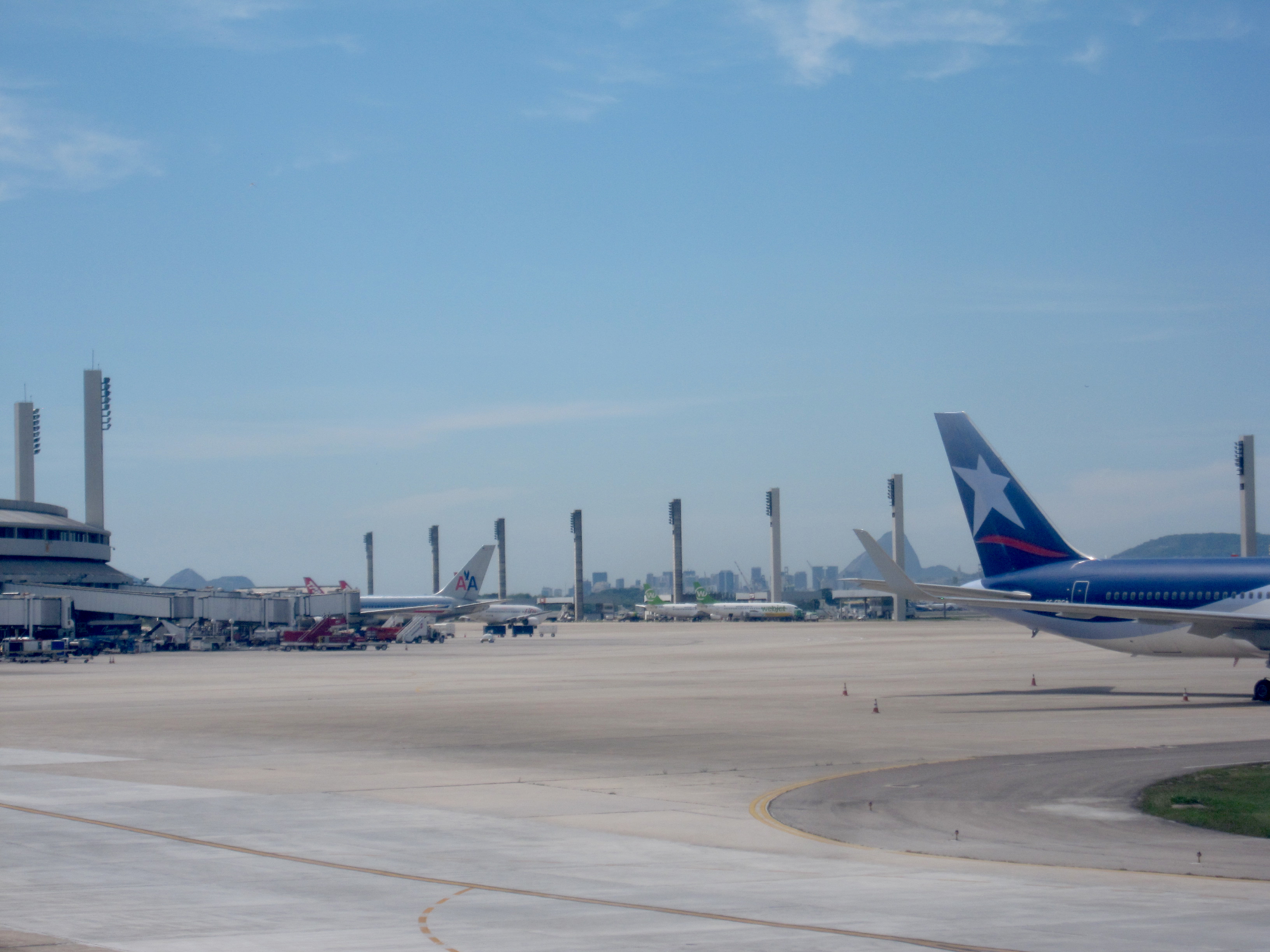
Vista da plataforma de estacionamento de aeronaves do Aeroporto Internacional do Rio de Janeiro-Galeão.

Em 2007, o aeroporto ganhou mais voos internacionais para Madri (Air Europa, que após um ano foi cancelado) e mais operações para Paris, com mais dois voos diários por parte da TAM e da Air France. Por conta de um acidente ocorrido no Aeroporto de Congonhas com um jato Airbus A320 da empresa TAM, houve por parte do governo a aplicação de severas restrições naquele aeroporto, ocasionando entre outros o fim das conexões. Com isso, parte do movimento do Aeroporto Santos Dumont, que dependia de conexões em Congonhas, passou a ser atendido pelas companhias aéreas com mais voos diretos partindo do Galeão. Houve forte incremento no número de voos para cidades como Belo Horizonte, Curitiba, Porto Alegre, Campinas, Salvador e Recife, e a criação de voos para destinos até então não atendidos sem escala, como Manaus. Com isso, a movimentação mensal passou de 770 mil para 1 milhão de passageiros uma vez que o Galeão passou a ser uma melhor opção também para passageiros em conexão.[carece de fontes?]
Em 2008 foram inaugurados voos sem escalas da British Airways para Londres (LHR), da Taca para Lima, da TAM para as cidades de Nova Iorque (JFK) e Miami, e da PLUNA rumo a Montevidéu, e em 2009 a US Airways começou a operar um voo diário para Charlotte, na Carolina do Norte, sendo o Aeroporto do Galeão o primeiro destino da empresa americana na América do Sul.
Em 2010 o aeroporto ganha novos voos internacionais da TAM para Frankfurt, Paris e Londres inicialmente com três voos semanais cada, passaram a ser diários para a Alemanha e seis vezes por semana para Inglaterra, além de uma frequência para Santiago. A American Airlines começa a voar três vezes por semana para Dallas e diário direto para Nova Iorque. Nos voos nacionais a Avianca Brasil começa operações no aeroporto para São Paulo e Brasília.

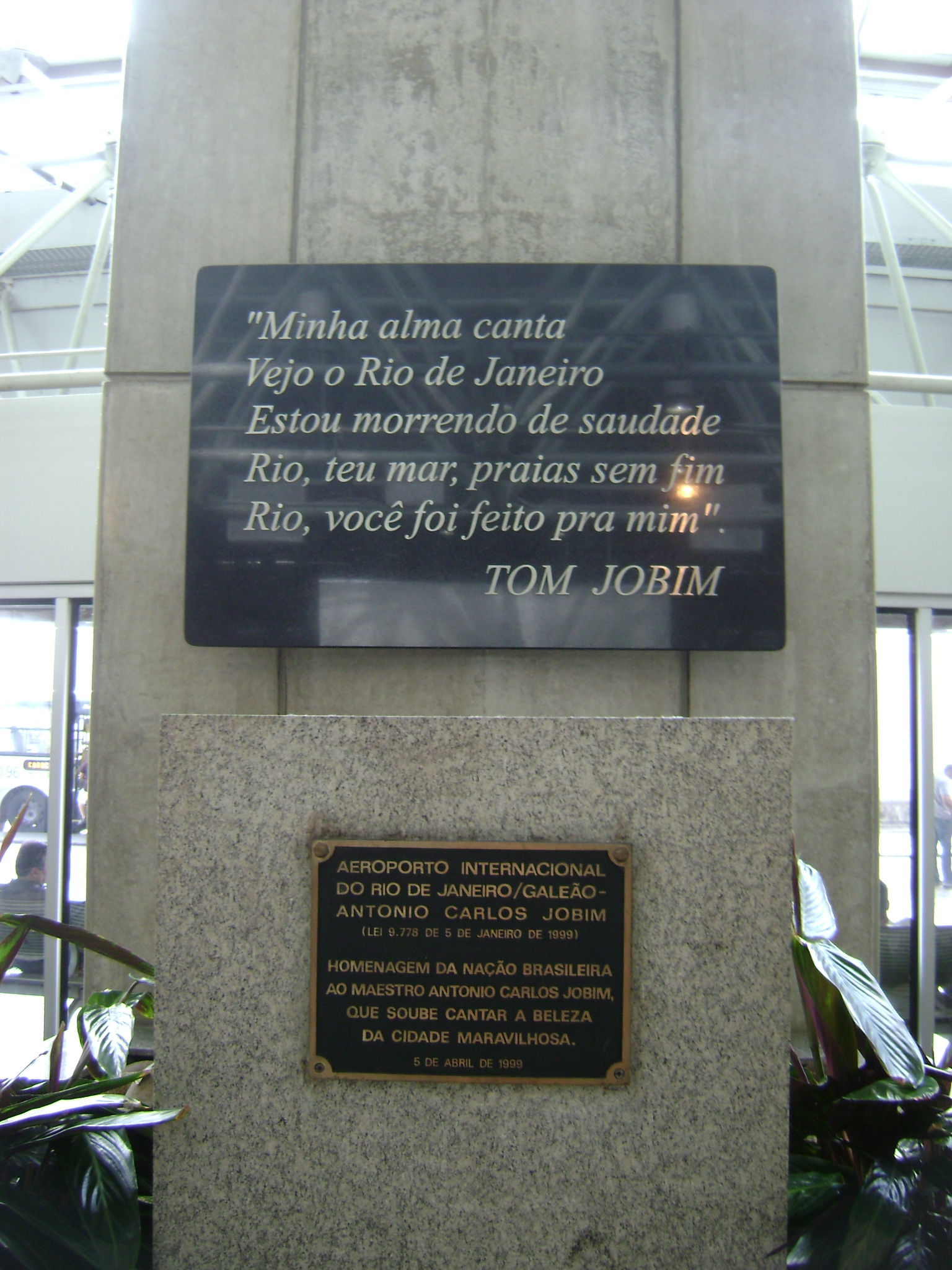
Placa em homenagem ao músico brasileiro Antônio Carlos Jobim, situada no interior do aeroporto.

Em 2011, o aeroporto ganha diversas frequências e companhias, algumas rotas novas como o voo charter para a Rússia com a Transaero, alguns incrementos de frequências como a segunda frequência diária da Copa Airlines e o aumento de três para seis voos semanais da British Airways para Londres e uma frequência diária nonstop para Santiago pela LAN Airlines(Além da outra com escala em São Paulo), e o retorno de diversas companhias que no passado já operaram no galeão como a Avianca colombiana com três voos semanais para Bogotá voos para Roma com a Alitalia, que começou apenas com três semanais e já conta com cinco frequências semanais, o retorno da Lufhtansa com cinco voos semanais para Frankfurt, a holandesa KLM com três voos semanais para Amesterdão. Algumas companhias aéreas brasileiras deram ainda mais importância para o aeroporto como a Azul linhas aéreas que começou as operações com voos para Campinas e já possui mais de oito frequências diárias além de voos diretos para Belo Horizonte, Vitória e João Pessoa.[carece de fontes?] A antiga Webjet também iniciou diversas operações como Ribeirão Preto, Florianópolis e Recife.[carece de fontes?] A Passaredo Linhas Aéreas transferiu suas operações do Aeroporto Santos Dumont para o Galeão no dia 1 de dezembro de 2011.
Ainda em 2011, devido a crise europeia, a TAM reduziu sua malha para o continente saindo do aeroporto, colocando quatro voos semanais para Frankfurt, três para Londres e seis para Paris. A Taag reduziu de quatro para três e depois para duas suas operações semanais no aeroporto, e a American de sete para cinco semanais a frequência para Nova Iorque.[carece de fontes?]
Em 2012 deu-se início dos voos para Buenos Aires e Dubai diários com a Emirates e a alemã Condor que surgirá como novidade para a rota Galeão - Frankfurt, a partir de 3 de novembro. Nos voos nacionais, pode-se destacar o incremento de voos da Azul e da Avianca para novos destinos nacionais. Já no final de 2012, a Gol inicia seus voos para República Dominicana e com escala até Miami e Orlando. A TAM inicia seu voo direto do Rio de Janeiro para Orlando mas devido a redução do número de aeronaves pediu o cancelamento do voo.

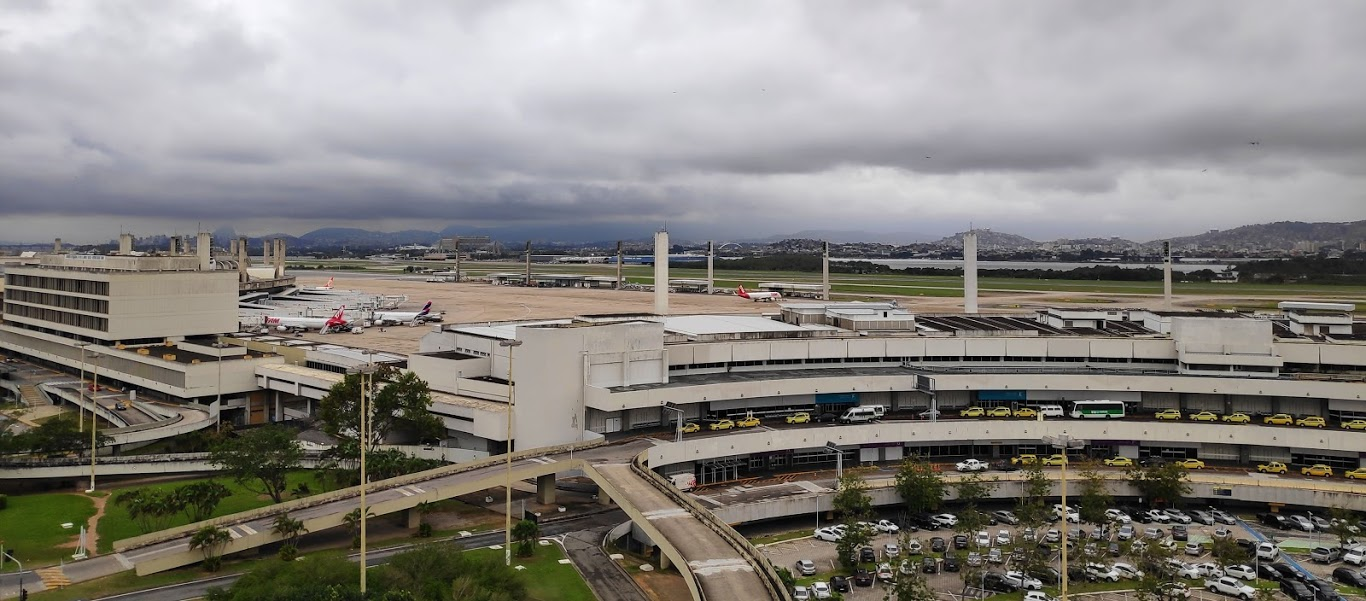
Vista externa do Aeroporto Internacional do Rio de Janeiro-Galeão a partir da torre de controle.

A saturação de outros importantes aeroportos do Brasil, associado ao crescimento do mercado de óleo e gás e grandes eventos internacionais, como os Jogos Pan-Americanos de 2007, a Copa do Mundo FIFA de 2014 e as Jogos Olímpicos de Verão de 2016, levaram o aeroporto a saltar de quarta para segundo mais movimentado do país em apenas um ano. Entre 2011 e 2012 houve um importante incremento de rotas internacionais e, principalmente, redirecionamento de rotas domesticas, implicando num crescimento na casa dos 20% na movimentação de passageiros.[carece de fontes?]
Em janeiro de 2012 o aeroporto tornou-se o segundo aeroporto do Brasil em número de passageiros, ultrapassando o Aeroporto Internacional de Brasília (1 361 191 passageiros) e o Aeroporto de Congonhas (1 316 550 passageiros), registrando a marca de 1 629 690 passageiros, uma alta de 23% em relação ao mesmo período de 2011.
Em 2 de abril de 2014 marcou o início da transição da operação no Aeroporto Internacional do Rio de Janeiro, da empresa pública Infraero para a concessionária RIOgaleão. Após a assinatura do contrato da concessão, aconteceu o estágio de preparação, entre os meses de maio a junho de 2014, ocorrendo a entrega e aprovação do plano de transferência operacional do Aeroporto à ANAC. A etapa seguinte da transição se deu em junho e julho, quando a Infraero continuou a executar todas as suas atividades, mas sendo assistida pelo RIOgaleão, que assumiu a operação em agosto de 2014. Em agosto de 2014 as atividades de operação, manutenção e ampliação foram transferidas da Infraero para o RIOgaleão, que investirá cerca de R$ 5 bilhões em obras de infraestrutura e melhorias nos serviços do aeroporto ao longo dos 25 anos de concessão, dos quais R$ 2 bilhões deveriam ser investidos até os Jogos Olímpicos de 2016.
Em 2015, ganhou duas frequências semanais da Condor para Frankfurt, além de uma nova empresa aérea sediada no Tom Jobim, a Flyways. A Qatar Airways anunciou que num futuro próximo pode passar a operar voos para Doha. Nesse mesmo ano o aeroporto foi o primeiro do país e da América Latina a poder receber aeronaves Airbus A380, após o aeroporto cumprir todos os requisitos necessários para a recepção e operação segura dessas aeronaves, em conformidade com a legislação aplicável e com os procedimentos aceitos pela ANAC.
Em 2016, passou a receber dois voos semanais da Edelweiss Air para Zurich, e quatro voos semanais da Royal Air Maroc para Casablanca com extensão para Guarulhos. Possivelmente a Alas Uruguay passará a operar voos entre Montevidéu e o Tom Jobim.
O dia 22 de agosto de 2016, um dia depois do encerramento dos Jogos Olímpicos Rio2016, foi o de maior movimento da história do aeroporto, com a visita do Boeing 747-400 da Qantas, British Airways e United, com o Boeing 777-300ER da Aeroflot, All Nippon Airways, Japan Airlines, KLM, Korean Air e Swiss, com o Airbus A330-200 da Turkish e Aeroflot, com o Airbus A380 da Air France, Airbus A340-500 da Azerbaijan Airlines, e outras empresas do mundo inteiro, levando as delegações olímpicas.
A Avianca Colombia trocou o Airbus A319 pelo Airbus A330-200 na rota para Bogotá. A LATAM Brasil anunciou a troca de Nova York por Orlando a partir de julho, com o Boeing 767-300ER. A Delta Airlines anunciou voos para Nova York a partir de 21 de dezembro com o Boeing 767-300ER. A Amazonas Paraguay anunciou novos voos para Assunção a partir de 29 de novembro. A LOT Polish anunciou voos de alta temporada a partir de Varsóvia. A Air Europa anunciou o Rio de Janeiro como escala do futuro voo entre Madrid e Puerto Iguazú, Argentina. A British Airways anunciou a troca do Boeing 777-200ER para o Boeing 787-9 nos voos partindo de Londres, a partir de 29 de outubro. A Alitalia aumentou para 7 frequências semanais nos voos a partir de Roma, no dia 29 de outubro. A LATAM Peru lançou voos partindo de Lima a partir do dia 31 de outubro, a bordo do Airbus A319. Em dezembro de 2019, a Azul começou o voo triangular Galeão - Macaé - Campos dos Goytacazes operado pelo ATR 72-600.

### Perda de movimento
O Aeroporto do Galeão vem perdendo passageiros e voos desde 2015, todos os anos seguidamente. Vários voos foram transferidos para São Paulo, Brasília, Belo Horizonte, Campinas e Fortaleza. Nem mesmo as Olimpíadas do Rio de Janeiro em 2016 serviram para estancar este processo de perda de importância.
Cerca de 25% dos voos com destino ao Galeão foram cancelados entre 2015 e 2019. Dentre as muitas rotas canceladas, estão Nova Iorque e Luanda.
Atualmente, o Aeroporto do Galeão é apenas o 5º mais importante do Brasil, atrás dos aeroportos de Guarulhos e Congonhas em São Paulo, do Aeroporto de Brasília e do Aeroporto de Belo Horizonte.

### Shopping
Os empreendedores do aeroporto tentam adaptar parte do aeroporto do Galeão como shopping o Shop&Go, uma tentativa para salvar seus investimentos. Dentre as iniciativas estão ônibus grátis para quem for almoçar durante a semana no Galeão, além de estacionamento grátis aos finais de semana para quem consumir R$ 80,00.

## Estatísticas
| · Composição das operações de pousos e decolagens no Geleão em 2024: Aviação Militar: 4 284 operações (4%) Aviação Comercial: 97 757 operações (89%) Aviação Geral: 7 565 operações (7%) |  | · Maiores rotas do Galeão em 2014, pelo número de passageiros: Guarulhos: 1 405 761 passageiros (8%) Salvador: 1 388 972 passageiros (8%) Porto Alegre: 1 047 299 passageiros (6%) Outras: 13 487 171 passageiros (78%) |

### Movimento operacional
| Histórico Operacional |             |        |
| Ano                   | Passageiros |        |
| 2018                  | 15 010 076  | -7%    |
| 2017                  | 16 141 967  | 0,24%  |
| 2016                  | 16 103 011  | 5%     |
| 2015                  | 16 942 229  | -2%    |
| 2014                  | 17 317 407  | 1%     |
| 2013                  | 17 109 987  | -2%    |
| 2012                  | 17 491 744  | 17%    |
| 2011                  | 14 926 615  | 22%    |
| 2010                  | 12 229 513  | 3%     |
| 2009                  | 11 828 656  | 10%    |
| 2008                  | 10 754 689  | 4%     |
| 2007                  | 10 352 616  | 17%    |
| 2006                  | 8 856 527   | 2%     |
| 2005                  | 8 657 139   | 44%    |
| 2004                  | 6 024 930   | 30%    |
| 2003                  | 4 619 229   | [ 59 ] |

| Histórico Operacional |             |        |
| Ano                   | Passageiros |        |
| 2018                  | 15 010 076  | -7%    |
| 2017                  | 16 141 967  | 0,24%  |
| 2016                  | 16 103 011  | 5%     |
| 2015                  | 16 942 229  | -2%    |
| 2014                  | 17 317 407  | 1%     |
| 2013                  | 17 109 987  | -2%    |
| 2012                  | 17 491 744  | 17%    |
| 2011                  | 14 926 615  | 22%    |
| 2010                  | 12 229 513  | 3%     |
| 2009                  | 11 828 656  | 10%    |
| 2008                  | 10 754 689  | 4%     |
| 2007                  | 10 352 616  | 17%    |
| 2006                  | 8 856 527   | 2%     |
| 2005                  | 8 657 139   | 44%    |
| 2004                  | 6 024 930   | 30%    |
| 2003                  | 4 619 229   | [ 59 ] |

|  | Esta página contém um gráfico que utiliza a extensão <graph>. A extensão está temporariamente indisponível e será reativada quando possível. Para mais informações, consulte o ticket T334940. |

### Maiores rotas
| Maiores rotas domésticas do Galeão em 2024 |                        |                                        |
| Rank                                       | Origem/Destino         | Passageiros (embarques e desembarques) |
| 1                                          | São Paulo–Guarulhos    | 1 432 479                              |
| 2                                          | Recife                 | 958 001                                |
| 3                                          | Salvador               | 830 758                                |
| 4                                          | Belo Horizonte–Confins | 745 710                                |
| 5                                          | Fortaleza              | 640 704                                |
| 6                                          | Brasília               | 540 083                                |
| 7                                          | Vitória                | 531 727                                |
| 8                                          | Campinas               | 516 663                                |
| 9                                          | Curitiba               | 488 797                                |
| 10                                         | Porto Alegre           | 436 757                                |

| Maiores rotas internacionais do Galeão em 2015 (voos diretos) |                |                                        |
| Rank                                                          | País           | Passageiros (embarques e desembarques) |
| 1                                                             | Estados Unidos | 758 558[carece de fontes?]             |
| 2                                                             | Argentina      | 621 570[carece de fontes?]             |
| 3                                                             | França         | 335 642[carece de fontes?]             |
| 4                                                             | Chile          | 309 523[carece de fontes?]             |
| 5                                                             | Portugal       | 276 497[carece de fontes?]             |
| 6                                                             | Panamá         | 193 669[carece de fontes?]             |
| 7                                                             | Alemanha       | 186 704[carece de fontes?]             |
| 8                                                             | Espanha        | 167 404[carece de fontes?]             |
| 9                                                             | Inglaterra     | 159 367[carece de fontes?]             |
| 10                                                            | Itália         | 156 139[carece de fontes?]             |

## Concessão à iniciativa privada
A fim de garantir melhorias no nível de serviço dos aeroportos brasileiros, o Governo Federal do Brasil decidiu por conceder alguns dos principais aeroportos do país à iniciativa privada, como forma de viabilizar e agilizar a realização de investimentos necessários para adequação da infraestrutura aeroportuária, bem como a modernização dos espaços e implantação de inovações tecnológicas.
O Aeroporto Internacional do Rio de Janeiro, sendo um dos mais importantes do Brasil, entrou no terceiro lote de concessões promovido pelo Governo. Em um leilão realizado em 22 de novembro de 2013, o Aeroporto do Galeão foi arrematado pelo consórcio Aeroportos do Futuro, formado pela Odebrecht e Transport, com participação de 60%, e a Operadora do Aeroporto de Singapura Changi, com 40%. O lance mínimo foi estipulado em 4,8 bilhões, que foi superado com ágio de 293%, onde vencedor ganhou a disputa com o lance de 19 bilhões para operar o aeroporto por 25 anos. Como a regra dessa concessão, a Infraero participa com 49% do capital social e o consórcio com os outros 51%, formando assim a atual Concessionária RIOgaleão, que então administra o aeroporto.
Em 10 de fevereiro de 2022, a empresa singapuriana Changi Airport (Que controla a concessionaria RIOGaleão) decidiu renunciar sua parte societária com a Infraero por conta de dificuldades financeiras. O Ministério da Infraestrutura disse em comunicado que pretende relicitar o aeroporto em meados de 2023.

### Investimentos mandatórios

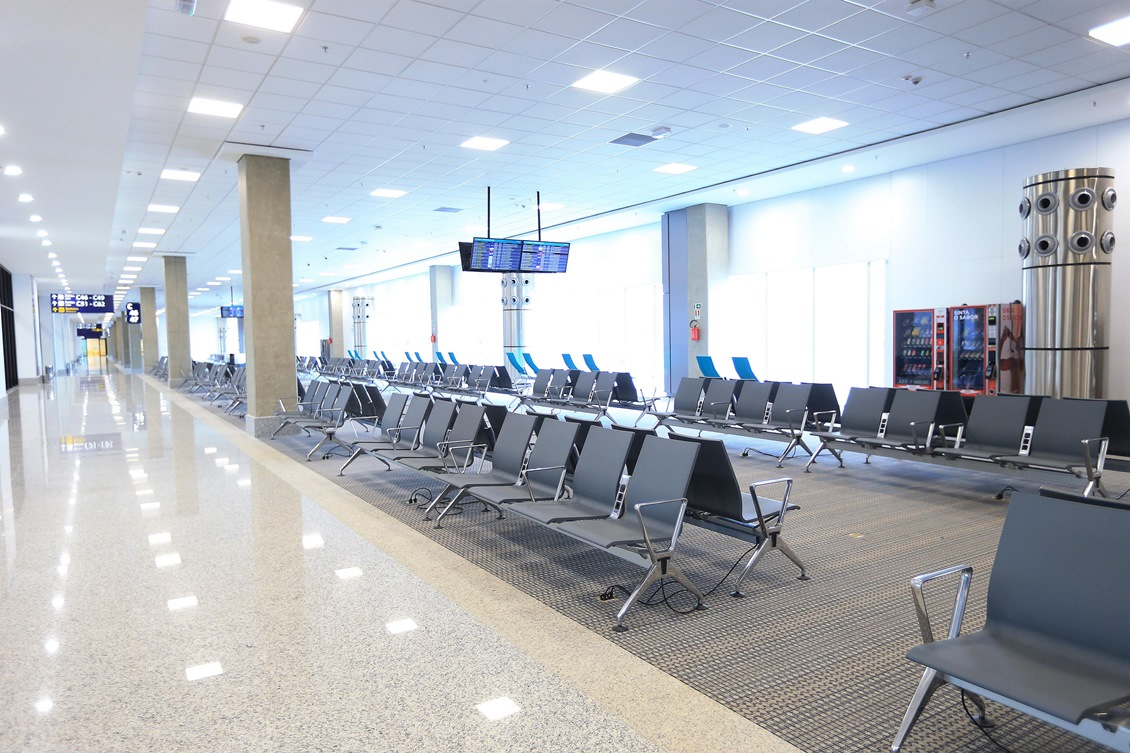
Interior no Pier Sul, no Aeroporto Internacional do Rio de Janeiro

Como parte das obrigações contratuais, a concessionária tem uma lista com investimentos na infraestrutura que são obrigatórios até o fim da concessão em 2038, cuja projeção de demanda é de 60 milhões de passageiros ao ano. As obras, com vistas aos Jogos Olímpicos de 2016, foram iniciadas ainda na época da gestão pública da Infraero e visava adequar o Terminal 1 e o Terminal 2 para uma capacidade planejada em 2014 de 44 milhões de passageiros por ano. Contudo, em virtude dos inúmeros atrasos na conclusão das obras e insucessos na gestão aeroportuária a responsabilidade de término das reformas e ampliação passaram para a nova concessionária, que assumiu a gestão do aeroporto em 12 agosto de 2014.
Para 31 de dezembro de 2015, o contrato definiu a entrega de novo estacionamento de veículos com capacidade mínima para 1 850 veículos. Então em 25 de janeiro de 2016 foi inaugurado o edifício garagem no Terminal 2, em quatro andares, com mais de 2 700 vagas.
Até abril de 2016 deveriam ser entregues novas instalações de embarque em desembarque de passageiros conectadas ao terminal com pelo menos 26 pontes de embarque. Após 12 meses de obra, esse novo espaço, chamado "Píer Sul", ligado ao Terminal 2, foi então inaugurado em 19 de maio de 2016 com uma área de mais de 100 mil m² e as 26 novas pontes de embarque.
O contrato ainda determinava prazos para a adequação das instalações para armazenamento de carga para jogos olímpicos de 2016; ampliação do pátio de aeronaves até abril de 2016, cuja área deveria ser suficiente para atender ao menos 73 aeronaves; construção de uma nova pista de 3 mil metros, independente, antes de o aeroporto atingir a marca de 262 900 movimentos anuais.

## Infraestrutura

Plano geral do aeroporto

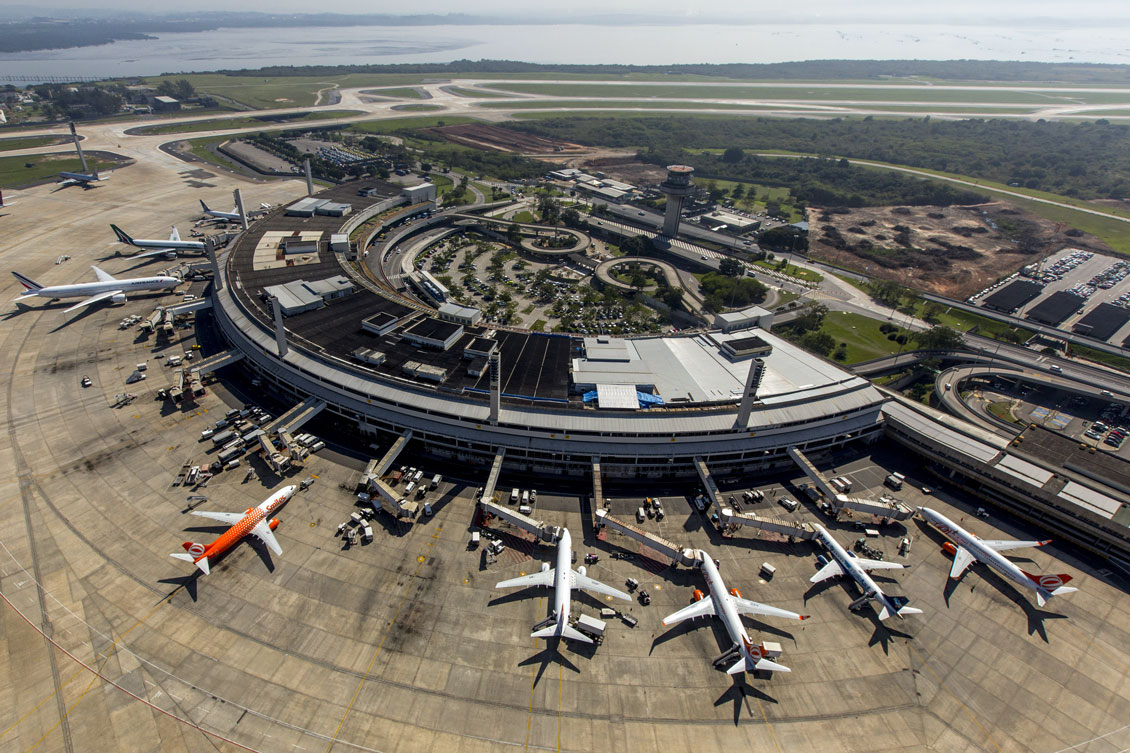
Vista aérea do Terminal 1, no Galeão

O sítio aeroportuário de 18,8 milhões de metros quadrados garante ao Aeroporto Tom Jobim a posição de maior aeroporto do Brasil em área total. Com todo esse espaço disponível, o aeroporto tornou-se um grande canteiro de obras depois que a concessionária RIOgaleão assumiu a administração. Em 2016, com a entrega de obras de ampliação pela concessionária, a capacidade anual dos terminais passou de 17 milhões para 30 milhões de passageiros por ano, e o número de vagas de estacionamentos de veículos chegou a 7 mil. Hoje os dois terminais e o Píer Sul, uma extensão do terminal 2, somam uma área total de 280 mil m², onde estão distribuídas um total de 58 pontes de embarque.

### Terminal 1
O Terminal 1, inaugurado em 1977, é o mais antigo dos dois terminais de passageiros do Tom Jobim em operação hoje. O terminal fica de frente para a torre de controle do aeroporto. Nele se concentram principalmente as operações domésticas, estando presentes as companhias de aviação executiva, como a Líder Aviação e Seven Fly. O TPS-1, está equipado com 102 posições de check-in, quatro esteiras de restituição de bagagem no desembarque internacional, outras 5 esteiras no desembarque doméstico, além de 12 canais de inspeção. Sua capacidade estática no embarque e de 728 passageiros por hora na ala internacional e 1 924 na ala doméstica. No desembarque, o TPS-1 pode atender a 1 472 passageiros por hora na ala internacional e 2 156 passageiros domésticos. Desde novembro de 2016, o terminal 1 se encontra fora de operação. Todos os voos pelo Galeão devem ser feitos a partir do Terminal 2 e pelo Píer Sul. Nele ainda funciona a emissão de passaportes da Polícia Federal, o Centro de Operações RIOgaleão (COR), agências bancárias, capela, Hotel com academia, Restaurante e bar, Polícia Civil e agência dos Correios.

### Terminal 2

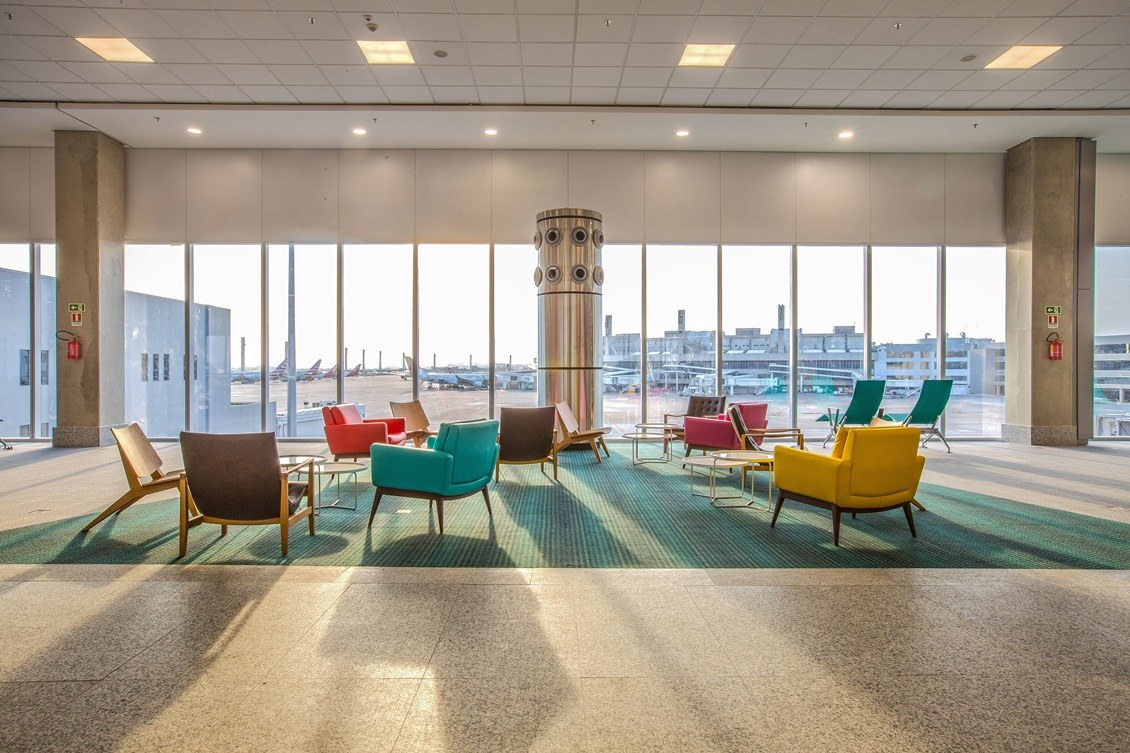
Interior no Pier Sul

O Terminal 2 foi inaugurado em 1999, portanto o mais novo dos dois terminais de passageiros do Aeroporto Internacional Tom Jobim. Continua hoje sendo o terminal mais bem equipado do aeroporto onde mais recentemente foram inaugurados o edifício garagem, com 2 700 vagas para veículos, e o Píer Sul, com 26 novas pontes de embarque. Nele operam a maioria das linhas internacionais e é onde fica também a grande maioria das companhias: Aerolíneas Argentinas, Air Canada, Air France, Alitalia, American Airlines, Avianca, British Airways, Condor Flugdienst, Copa Airlines, Delta Airlines, Edelweiss Air, Emirates Airlines, Ibéria, KLM, LATAM, Lufthansa, Passaredo, Royal Air Maroc, TAAG e United Airlines.
O TPS-2 está equipado com 174 posições de check-in, seis esteiras de restituição de bagagem no desembarque internacional e mais seis esteiras para o desembarque doméstico, além de 24 canais de inspeção. A capacidade estática do TPS-2 é de 2 480 passageiros por hora no embarque internacional e 3 602 passageiros por hora no embarque doméstico. No desembarque, o terminal pode atender a 2 679 passageiros de voos internacionais por hora e ainda 3 353 passageiros de voos domésticos por hora.

### Terminal de cargas
A construção do atual complexo do terminal de cargas (TECA) do então Galeão teve início em 1992, ao mesmo tempo que o terminal de passageiros 2. O complexo do TECA foi inaugurado em março de 1998. Hoje, o terminal de cargas do Tom Jobim possui armazéns com área total de 44 mil m², preparados para armazenar desde produtos perecíveis até calçados. O terminal ainda pode receber cargas classificadas como perigosas, sem restrição de categoria, contando com uma área de 900 m² para essa finalidade. Além disso, há uma área de 520 m² exclusiva para acomodação de animais vivos, tanto oriundos do exterior, quanto em processo de exportação. O pátio do TECA tem 31 posições dedicadas para aeronaves cargueiras, que podem operar 24 horas por dia, sem restrições de capacidade ou de horário para pousos. Em 13 de fevereiro de 2022, entretanto, um incêndio de grandes proporções destruiu o TECA incluindo 2 helicópteros que estavam dentro dos galpões. 

### Sistema de pistas
O Aeroporto Internacional Tom Jobim possui duas pistas: A maior delas, cujas cabeceiras são 10/28, possui 4 mil metros de comprimento por 45 metros de largura, com pavimento de concreto; a menor, de cabeceiras 15/33, tem 3 180 metros de comprimento e 47 de largura, com pavimento de asfalto. As pistas estão equipadas com ILS de categoria 1 pelas cabeceiras 15 e 28, e ILS de categoria 2 pela cabeceira 10. Além destes instrumentos de auxílio ao pouso, o aeroporto conta também com os sistemas de rádio-navegação VOR, DME e NDB. Esse conjunto de pistas e instrumentos permitem até 44 operações de pousos ou decolagens por hora no aeroporto.

### Autódromo

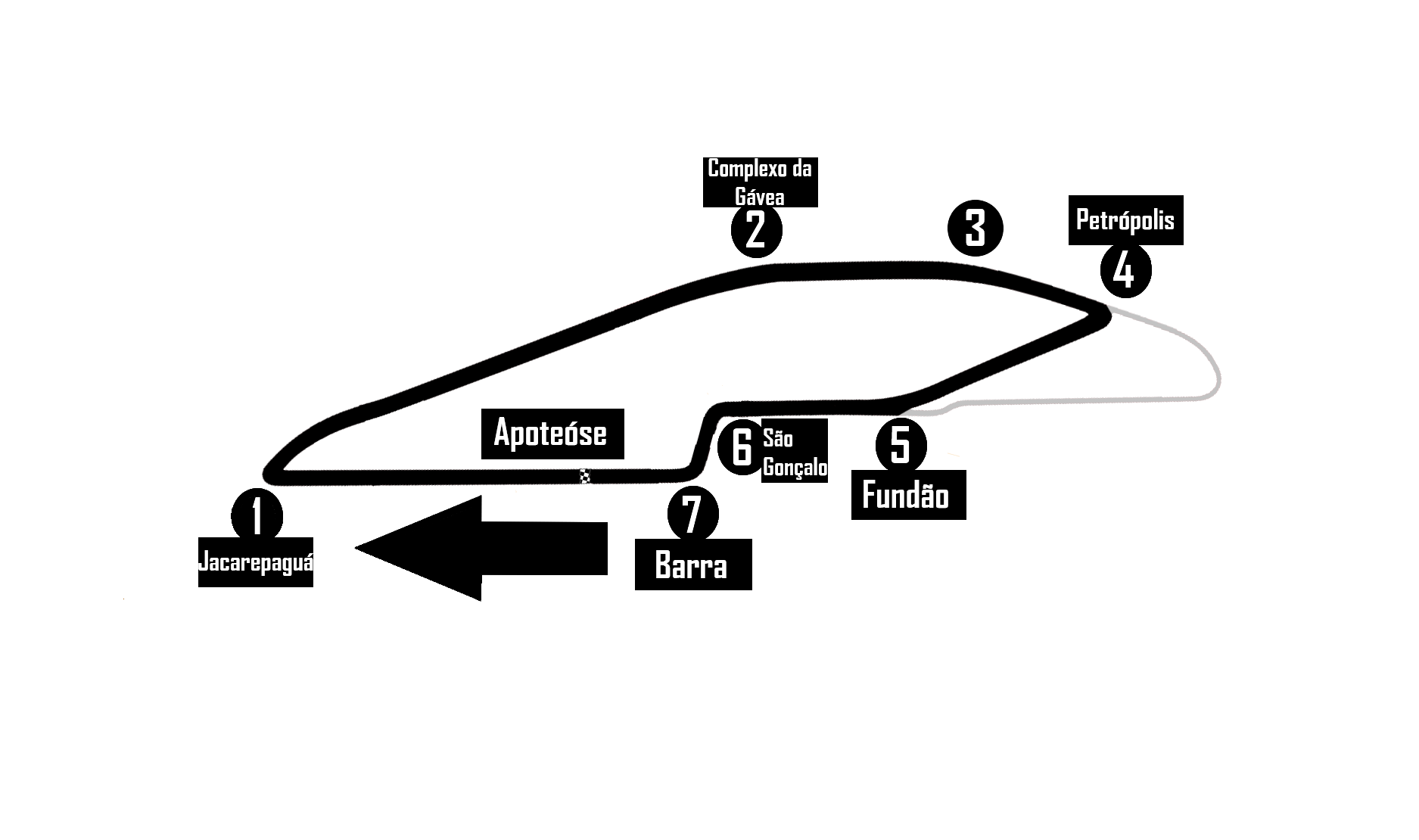
Mapa da pista

Em dezembro de 2021 foi anunciado que a terceira etapa do campeonato brasileiro de Stock Car Pro Series de 2022, seria realizada em um autódromo temporário construído usando partes da pista auxiliar 10/28, sem interferir nos procedimentos de pousos e decolagens. A etapa foi batizada de "GP Galeão Rio 2022" e o "autódromo" recebeu o nome de "Circuito Cacá Bueno" em homenagem ao pentacampeão da categoria.
Em 10 de abril de 2022, o evento planejado foi realizado, tornando-se a primeira corrida no Brasil realizada em circuito adaptado dentro de um aeroporto usando um trecho de sua pista de concreto como parte do circuito. Esse evento marcou o retorno da categoria ao Rio de Janeiro depois de 10 anos de ausência. A corrida transcorreu sem maiores incidentes e terminou de forma normal com as duas baterias sendo concluídas com sucesso.

### Pátio de aeronaves
Os pátios de aeronaves do Tom Jobim somam hoje uma área total de 760 mil m², onde há um total de 214 posições para aviões além de duas posições para helicópteros. As posições para aviões comerciais somam 149, sendo 22 posições com Finger no terminal 1, 23 com Finger no terminal 2, 39 com Finger no Píer Sul, 65 posições remotas (sem Finger) nos três terminais e outras 65 posições no terminal de cargas.

## Acidentes e incidentes

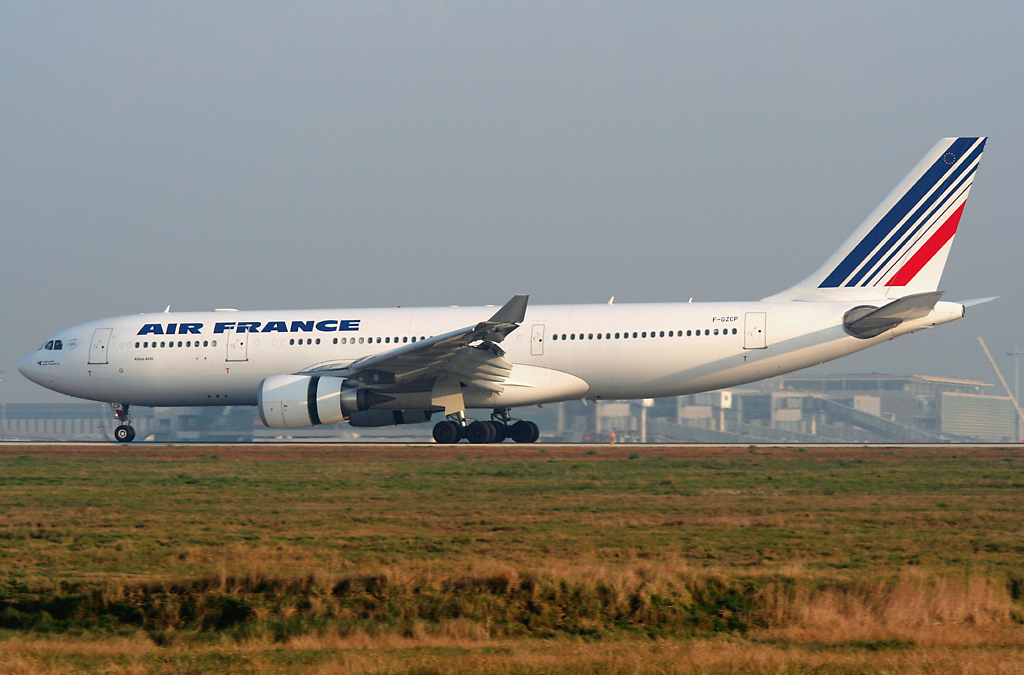
O Airbus A330-200 da Air France, matrícula F-GZCP, a aeronave que caiu no Oceano Atlântico em 2009

### Voo Air France 447
Em 31 de maio de 2009, o voo Air France 447 com destino ao aeroporto de Paris (Charles de Gaulle), cumprido por um Airbus A330-200, prefixo F-GZCP, desapareceu após deixar uma mensagem instantânea de pane elétrica e despressurização. O acidente permaneceu um mistério até 2011, quando as caixas-pretas foram encontradas. O avião caiu a nordeste do arquipélago de São Pedro e São Paulo, após enfrentar uma forte tempestade na travessia do oceano, na zona de convergência intertropical. Estavam no avião 228 pessoas; não houve sobreviventes. Restos da fuselagem foram encontrados logo após o acidente em 2011 durante as buscas pela caixas-pretas.

### Voo Varig 797
No dia 3 de janeiro de 1987, um Boeing Boeing 707-379C, matrícula PP-VJK, da companhia Varig caiu na Costa do Marfim, pouco de pois de decolar, enquanto fazia a rota da Costa do Marfim para o Rio de Janeiro. A aeronave perdeu a sustentação após um dos motores ter parado de funcionar. Dos 51 ocupantes, apenas um sobreviveu.

### Voo Varig RG-820
Em 11 de julho de 1973, um Boeing 707-345C, matrícula PP-VJZ, fazendo o voo Varig 820, partiu do Rio de Janeiro (GIG) às 03h03min para um voo com destino a Paris-Orly. Prestes a se preparar para o pouso, a tripulação fez contato com a torre de controle de Orly e relatou um "incêndio a bordo". Uma descida de emergência foi solicitada, mas a aeronave veio a bater com algumas árvores e fez um pouso duro em uma plantação de cebolas. Dos 134 ocupantes, 123 morreram.

### Voo Varig 810

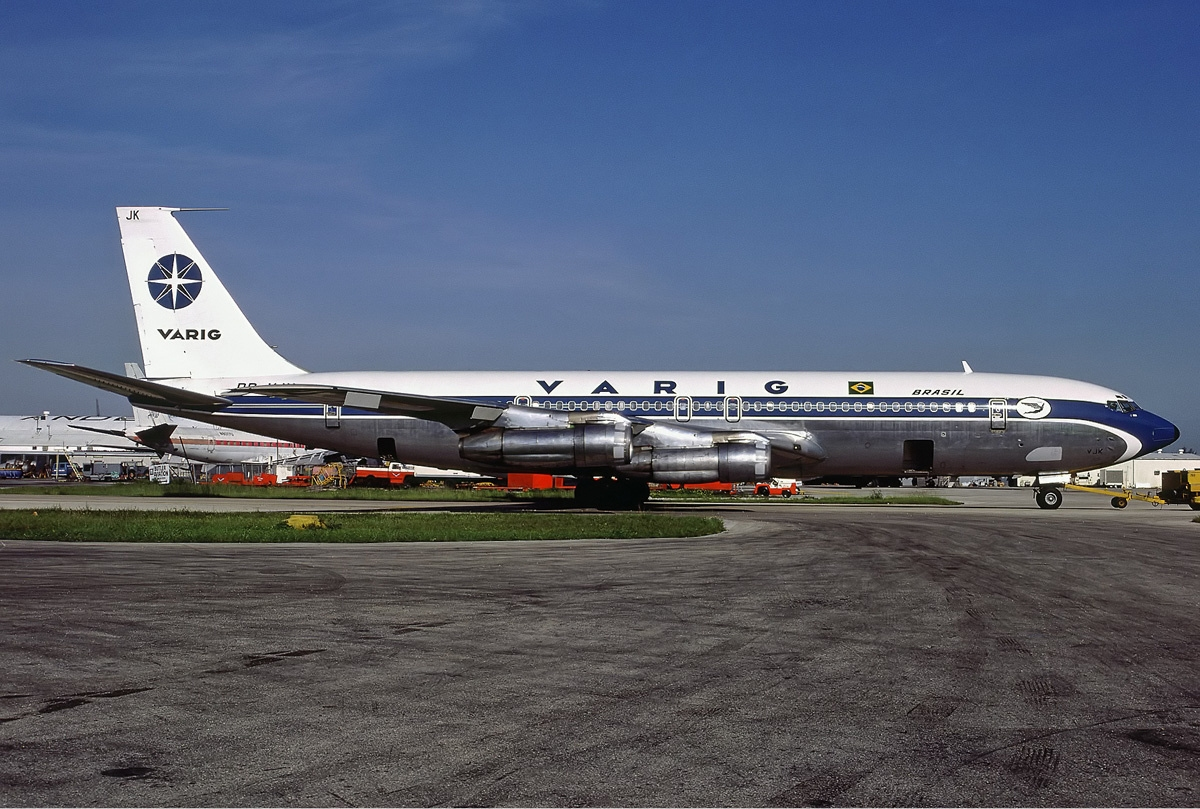
O Boeing 707-320C da Varig que caiu na Costa do Marfim em 3 de janeiro de 1987, enquanto fazia o Voo Varig 797

Em 27 de novembro de 1962, um Boeing 707-441, da Varig, matrícula PP-VJB, fazendo o voo Varig 810 partiu do Galeão-Rio de Janeiro com destino à Lima-El Callao. Já no destino final, durante execução de procedimentos de pouso, o avião veio a colidir com o pico La Cruz, cerca de 8 milhas a leste do rumo de aproximação do sinal do ILS Morro Solar. Todos os 97 ocupantes morreram.

### Voo Panair 026
Em 20 de agosto de 1962, um Douglas DC-8-33 da Panair do Brasil, matrícula PP-PDT, com destino Lisboa, ultrapassou os limites da pista, vindo a parar nas águas da baía de Guanabara. O acidente foi causado pelo fato do estabilizador vertical da aeronave ter sido alterado da sua configuração original para decolagem, e foi somado ao fato da tripulação ter tomado a decisão tardia de abortar a decolagem. 14 dos 105 ocupantes morreram.

### Voo Lufthansa 502
- Em 11 de janeiro de 1959, um Lockheed L-1049G Super Constellation da Lufthansa, matrícula D-ALAK, realizando o voo 502 procedente de Hamburgo com 39 pessoas a bordo, caiu próximo à pista durante o pouso. Durante uma aproximação chuvosa, a aeronave desceu abaixo da altitude prevista e o trem de pouso dianteiro chocou-se com a água. Os pilotos tentaram prosseguir a aproximação mas a aeronave acabou caindo próximo à Praia das Flecheiras, muito perto da pista. 36 dos 39 ocupantes morreram.[93][94]

### Outros acidentes e incidentes
Década de 2020
- Em 18 de janeiro de 2023, o terminal de cargas da RIOGaleão foi destruído por causa de um incêndio em um dos galpões. Ninguém ficou ferido e 13 quartéis do Corpo de Bombeiros foram chamados para apagar as chamas. Dois helicópteros estacionados ao lado do local também foram incendiados. [95] [96]

Década de 2010
- Em 15 de janeiro de 2019, um Boeing 737 da Gol, que tinha decolado do Aeroporto Santos Dumont em direção ao Aeroporto de Congonhas, precisou fazer um pouso de emergência minutos após a decolagem porque os passageiros perceberam que houve clarões perto da asa. A empresa aérea disse ter identificado uma "limitação técnica em um dos motores".[97][98]

Década de 2000
- Em 11 de julho de 2007, um Boeing 747 da British Airways efetuou um pouso de emergência decorrente de um falso alarme de incêndio proveniente do porão de cargas. A Infraero informou que não foi encontrado nenhum foco de incêndio.[99][100]
- Em 5 de maio de 2007, um Lockheed L1011-3(500) da EuroAtlantic Airways, matrícula CS-TEB, com destino a Lisboa, chocou-se com pássaros na decolagem. A tripulação declarou emergência e retornou para o pouso.[101]

Década de 1990
- Em 12 de novembro de 1990, um de Havilland Canada DHC-5 Buffalo da Força Aérea Brasileira, matrícula FAB2350, acidentou-se na decolagem matando 9 dos 10 ocupantes.[102]

Década de 1980

Destroços do Boeing 707 acidentado no Voo Varig RG-820

- Em 2 de dezembro de 1985, um Boeing 747-228B da Air France, matrícula F-GCBC, procedente de Paris com 273 pessoas a bordo, saiu da pista ao pousar. Aparentemente o cabo da manete de aceleração de um dos motores rompeu-se, tornando impossível o controle de potência desse por parte da tripulação. O motor acelerou a um nível incomum, fazendo com que a aeronave saísse da pista, atravessasse uma vala e chocasse contra uma ladeira de concreto. Ninguém se feriu.[103][104]

Década de 1970
- Em 26 de julho de 1979 às 18h21min, um Boeing 707-330C cargueiro da Lufthansa, matrícula D-ABUY, com destino a Dacar, cumprindo o voo LH527, chocou-se contra a Serra dos Órgãos, região serrana do estado do Rio de Janeiro. A aeronave decolou do Galeão 5 minutos antes, tendo a tripulação recebido instruções do controlador em solo quanto aos procedimentos iniciais após a decolagem. Porém, a torre de controle só identificou que o voo 527 voava em direção às montanhas quando já era tarde demais. A aeronave chocou-se contra as árvores na encosta da montanha, em uma altura de aproximadamente 800 metros. Todos os 3 ocupantes faleceram.[105][106]
- Em 9 de junho de 1973, um Boeing 707-327C cargueiro da Varig, matrícula PP-VLJ, fazia uma aproximação por instrumentos para a cabeceira 14 (atual 15) com a manete dos speed brakes em 45° e os spoilers da seção interna da asa desativados, quando foi notado que a capa protetora dos spoilers estava aberta. O comandante ou o primeiro-oficial a fecharam e consequentemente ativaram os spoilers internos, fazendo com que a aeronave inclinasse para baixo. O Boeing desceu rapidamente de uma altura de 70m e chocou-se contra as luzes de aproximação e atolou. Dos quatro tripulantes, dois morreram.[107][108]

Década de 1960
- Em 3 de março de 1965, um Vickers 701C Viscount da VASP, matrícula PP-SRQ, varou a pista após uma perda de motor simulada durante a decolagem. O aluno não conseguiu manter o controle de direção da aeronave.[109][110]
- Em 21 de março de 1964, um Curtiss C-46D-15-CU da VASP, matrícula PP-LDL, teve um incêndio em seu motor número 2 que não pôde ser extinguido. A tripulação tentou alcançar o aeroporto, mas a asa direita acabou se desintegrando antes. A aeronave perdeu o controle e caiu na baía de Guanabara.[111]
- Em 8 de abril de 1963, um Douglas DC-7C da Panair do Brasil, matrícula PP-PDM, perdeu o trem de pouso dianteiro durante a decolagem. O DC-7 deslizou sobre a pista até parar. Os motores 2 e 3 foram danificados, afetando os tanques de combustível e causando um incêndio. O acidente foi causado pelo recolhimento antecipado do trem de pouso. Ninguém morreu.[112][113]
- Em 3 de março de 1962, um Lockheed L-049 Constellation da Panair do Brasil, matrícula PP-PCR, pousou sem o trem de pouso dianteiro.[88]

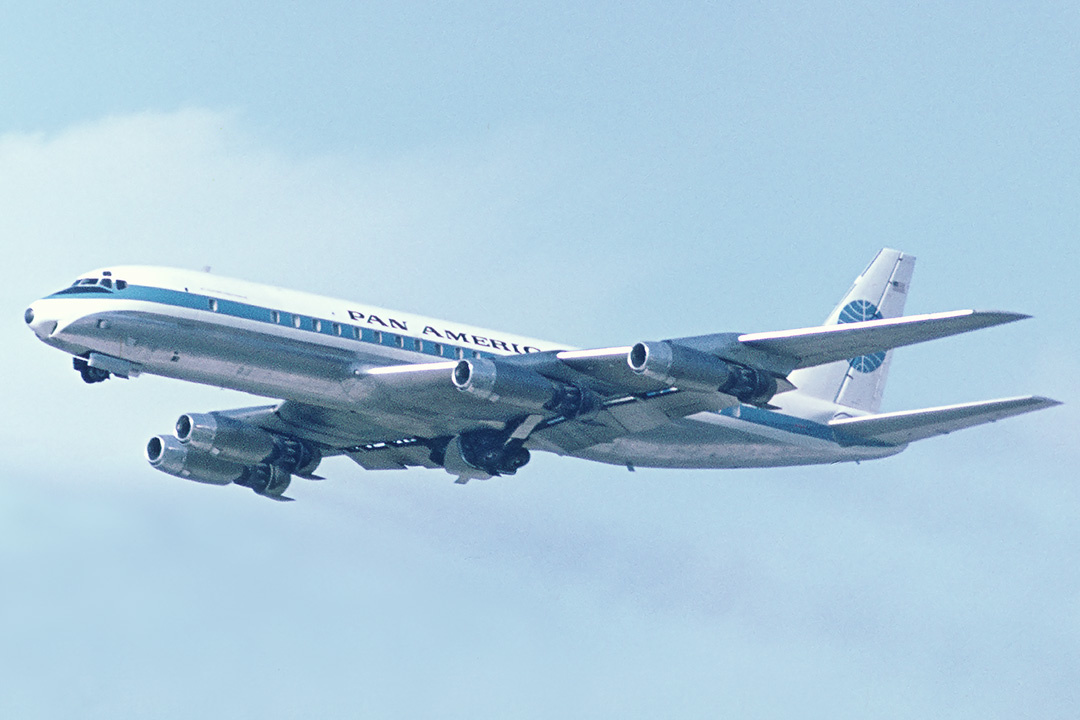
Douglas DC-8-33, mesmo modelo que caiu nas águas da Baía de Guanabara, em 1962.

- Em 25 de fevereiro de 1960, às 13h07, um Douglas R6D-1 da Marinha dos Estados Unidos procedente de Buenos Aires chocou-se em pleno voo com um Douglas DC-3 da Real Transportes Aéreos, matrícula PP-AXD, procedente de Campos dos Goytacazes, a uma altitude de aproximadamente 3 000 pés (1 600m), próximo ao Aeroporto Santos Dumont. O choque foi ocasionado por um erro por parte da tripulação da aeronave americana, que não cumpriu as instruções de altitude fornecidas pelo controle de tráfego aéreo, e também pela má interpretação dos instrumentos de voo que sofreram uma possível falsa marcação devido a existência do bondinho do Pão de Açúcar (comum à época), resultando numa má execução do procedimento de aproximação e pouso.[114][115][116]

Década de 1950
- Em 22 de dezembro de 1959 ocorreu uma colisão aérea entre um Vickers Viscount 827 da Vasp (PP-SRG) e um avião de treinamento Fokker T-21 da Força Aérea Brasileira. Durante voo de treinamento, o T-21 da FAB colidiu com o avião da Vasp que se aproximava para o pouso no aeroporto do Galeão. No acidente morreram os 33 ocupantes do Viscount da Vasp mais 5 pessoas em terra, enquanto que o tripulante do T-21 sobreviveu após saltar de paraquedas.[117][118]
- Em 27 de julho de 1952, às 11h46, um Boeing 377 Stratocruiser da Pan American World Airways, matrícula N1030V, com destino a Buenos Aires, teve problemas no fechamento da porta, e consequentemente, na pressurização da cabine de passageiros. A falha no reconhecimento do problema por parte da tripulação levou a uma descompressão explosiva, que arrancou parte da fuselagem e sugou uma mulher para fora do avião. A aeronave retornou ao Galeão e pousou às 12h13.[119][120]